# Шпиль Півдня
Шпиль Півдня (фр. Aiguille du Midi, 3842 м) — гора в масиві Монблан у французьких Альпах (Верхня Савоя, Овернь-Рона-Альпи). Перше сходження було здійснене 4 серпня 1818 року одним із основоположників «української школи» в польській поезії — Антонієм Мальчевським (1793—1826) з Волині, Жаком Бальма (1762—1834) і п'ятьма провідниками. Вершина гори доступна для туристів, її оглядовий майданчик, ресторан і кафе, є одними з найпопулярніших і найвідвідуваніших туристичних об'єктів на найвищому хребті Альп.

## Назва
Французька назва Aiguille du Midi перекладається буквально як «Шпиль Півдня». Південний регіон Франції в просторіччі відомий як «ле Міді», в певному географічному районі, що складається з регіонів Франції, які межують з Атлантичним океаном на південь від Маре Пуатвен, Іспанії, Середземномор'я та Італії.

## Канатна дорога

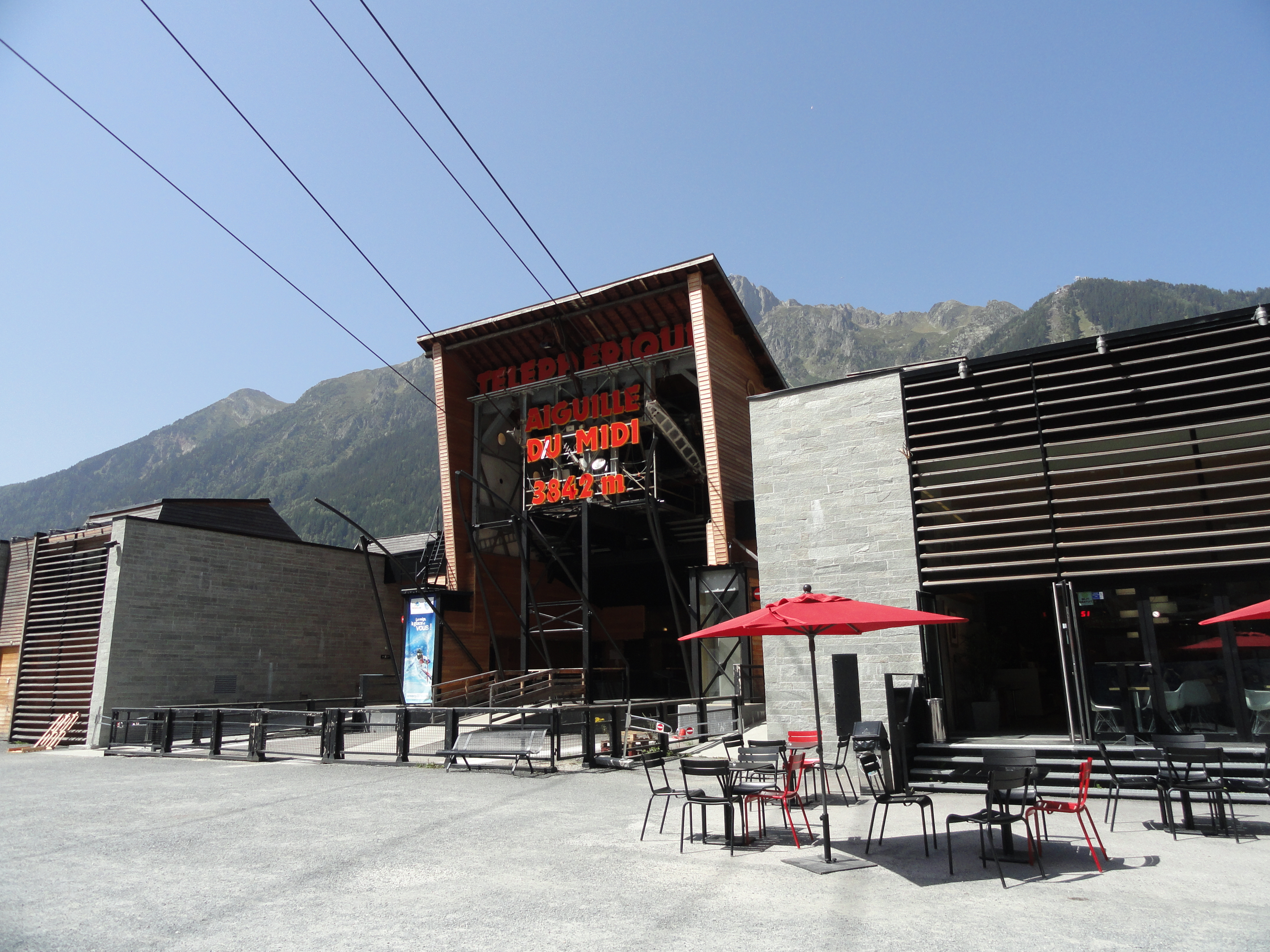
Станція канатної дороги в Шамоні. 2011

Канатна дорога на вершину гори «Шпиль Півдня» (Téléphérique de l'Aiguille du Midi), була побудована в 1955 році і була найвищою в світі канатною дорогою близько двох десятиліть. Вона складається з двох секцій: від селища Шамоні з 1035 м на висоту 2317 м, а потім безпосередньо, без будь-якої опори, на верхню станцію на висоті 3777 м (у будівлі станції є ліфт на вершину 3842 м).

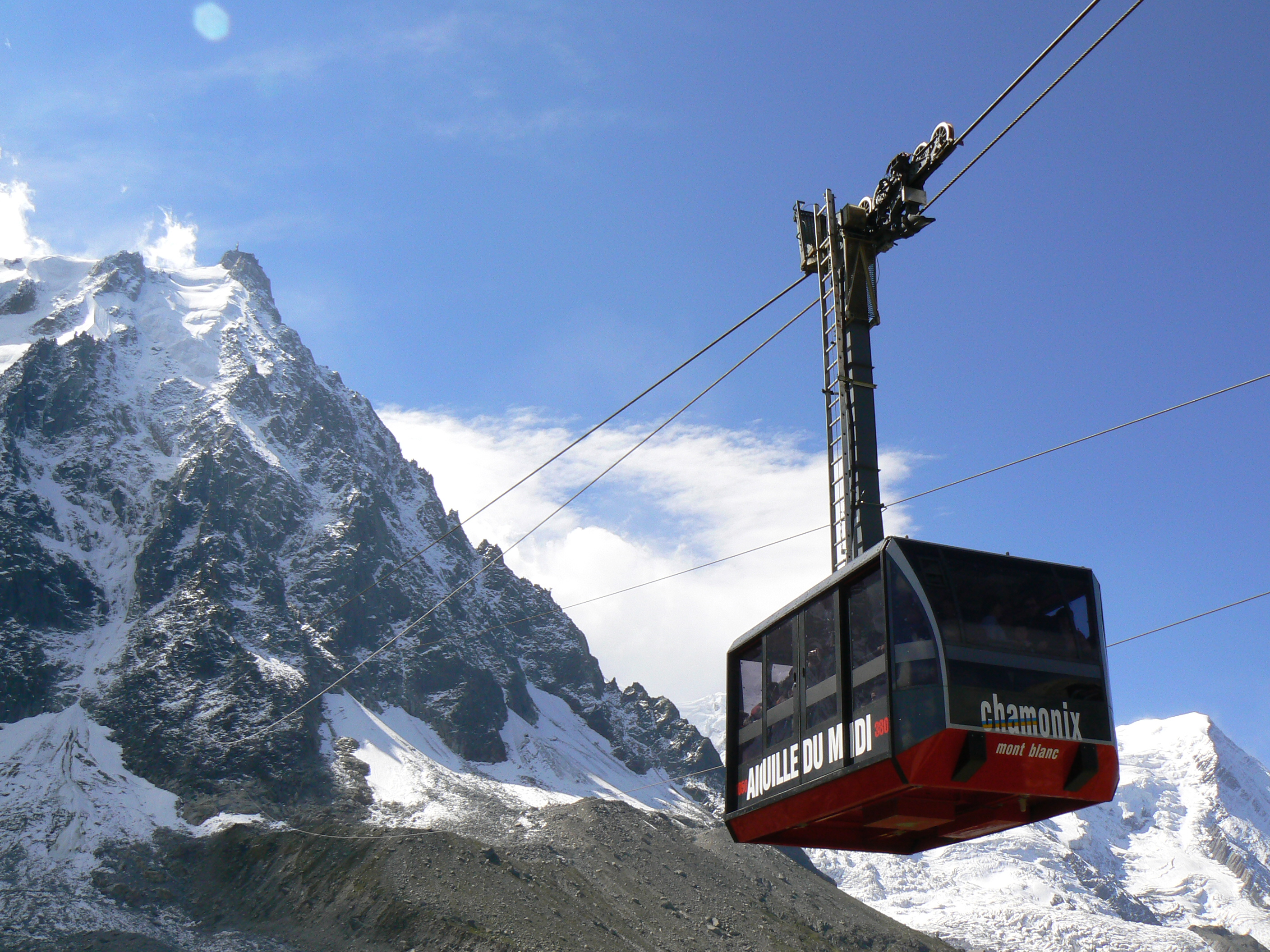
Вагончик канатної дороги

Дорога спочатку тягнеться над «Льодовиком прочан» (фр. Glacier des Pélerins), а потім йде вгору по північній стороні гори. Проліт другої секції має довжину 2867 м, виміряну безпосередньо, але тільки 2500 м, якщо вимірювати горизонтально. Таким чином, секція залишається другою за довжиною прольоту. Кабіна подорожує з Шамоні на вершину гори Шпиль Півдня — з перепадом висот понад 2800 м — за 20 хвилин. Дорослий квиток від Шамоні (туди і назад, 04.01.2016) коштує 58,50 €.
На вершині гори починається найдовша гірськолижна траса — 22 км по Білій долині (фр. Vallée Blanche).

## Вершина гори
Зараз вершина гори «Шпиль Півдня» пронизана мережею тунелів і підтримує різні засоби, призначені для прийому туристів:

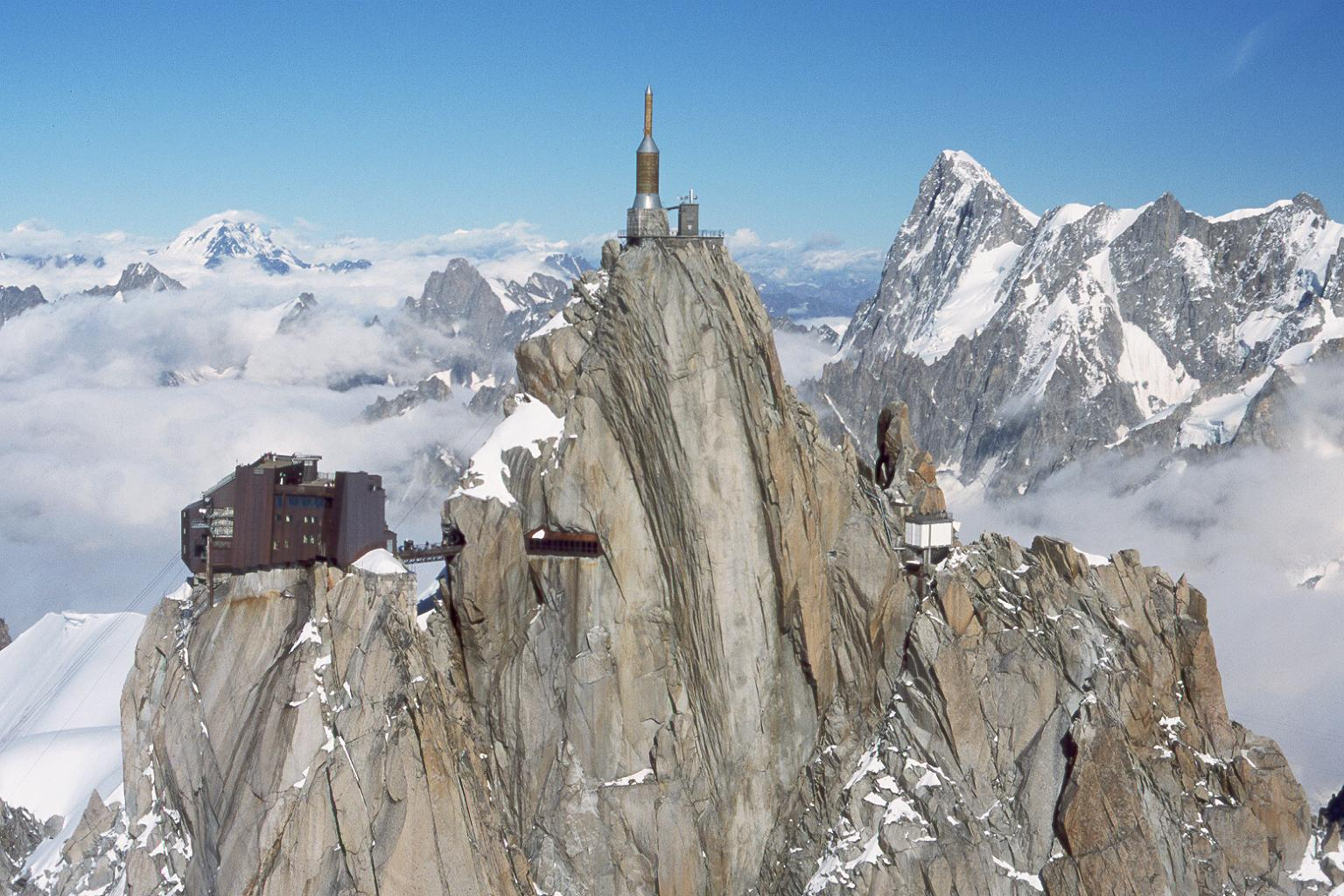
Вершина гори та верхня станція канатної дороги

- На північній вершині гори розміщена станція прибуття канатної дороги, над рестораном «3842» (3842 висота в метрах південної вершини, а не ресторану);
- З північної вершини гори можна перейти через міст до тунелів центрального піку, звідки на ліфті можна піднятися на Льодову галерею і терасу гори Монблан.
- Ліфт забезпечує доступ на терасу верхнього центрального піку — південної вершини, біля підніжжя телекомунікаційної вежі.

## Краєвиди
У напрямку гори Монблан і Білої долини з гори відкриваються величні краєвиди на основні вершини чотиритисячники: Маттергорн, Монте-Роза, Шпилі Шамоні, Гранд-Жорас (4208 м), Зелений шпиль і Ле Дрю, Вершину Гутер (4304 м) і звичайно Монблан (4809 м).
З півночі у напрямку Шамоні-Монблан вражаюча панорама вершин: на передньому плані масив Червоні шпилі, хребет Аравіс, Шабле, Женевуа, гори Юра, масив Шартрез. На оглядових терасах є таблиці з поясненнями для орієнтації.

## Посилання

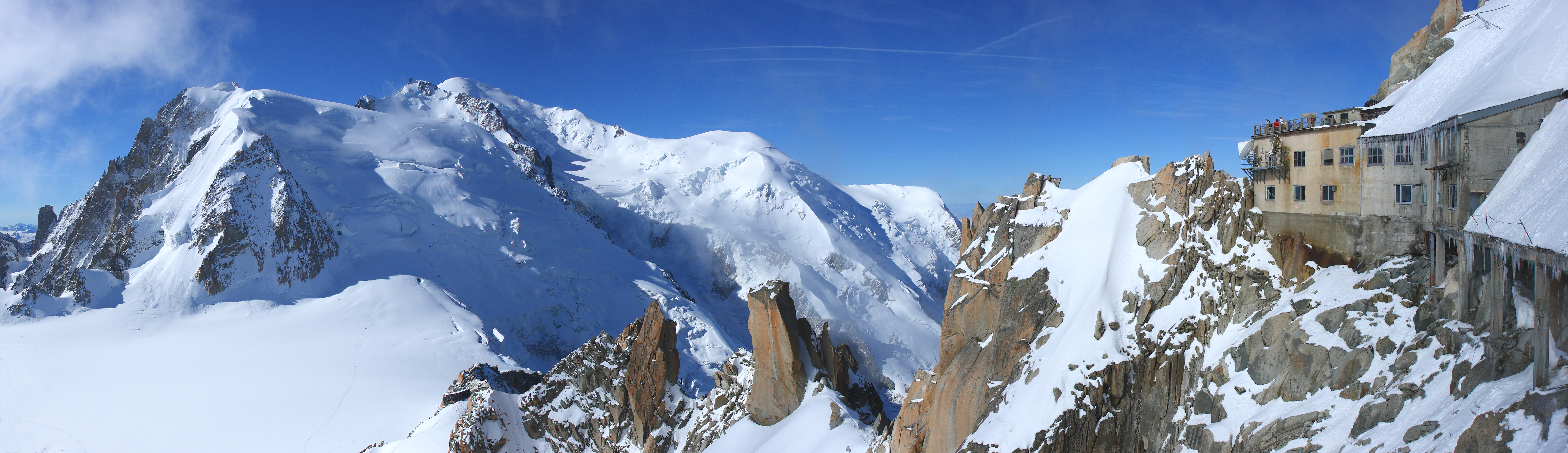
Вид на Монблан з боку гори Шпиль Півдня, надвечір'я 31 серпня 2007 року

## Галерея
|                                                 |
| Гора Шпиль Півдня у променях сонця, що заходить |

|                                              |
| Вершина гори Шпиль Півдня з північного сходу |

|                            |
| Гора Шпиль Півдня з півдня |

|                                        |
| Альпіністи сходять з гори Шпиль Півдня |

|                                               |
| Краєвид Шпиль Півдня з притулку Grands Mulets |

|                                      |
| Міст між вершинами гори Шпиль Півдня |

|                                       |
| Шпиль Півдня (Франція, Шамоні) влітку |

|                                    |
| Краєвид гори Шпиль Півдня з Шамоні |

|                                                                   |
| Верхня станція канатної дороги. Внизу видно Шамоні. Серпень 2007. |